# Dama de Estambul
La Dama de Estambul es una pintura de Osman Hamdi Bey, fechada en 1881.
Es uno de los primeros ejemplos de una persona de cuerpo entero y a tamaño natural representada en la pintura turca. El cuadro, realizado al óleo sobre lienzo, mide 1,85 por 1,09 centímetros, y es la obra más grande conocida de Osman Hamdi Bey.

## Descripción
Una joven se sitúa delante de una rica tela de raso dorado. La mujer viste un atuendo en consonancia con la "moda parisina" que prevalecía en Estambul en la época, el estilo adoptado por las damas otomanas contemporáneas, donde aunaban las líneas occidentales con otros de la vestimenta tradicional.
Así, la hermosa joven morena oculta su rostro, cuello y hombros con un velo traslúcido de muselina. Además, la mano izquierda de la mujer está oculta bajo el vestido negro, recordando como se cerraba el manto de la cabeza a los pies con el que las mujeres musulmanas se cubrían al salir de casa hasta entrado el siglo XX.
En el suelo, la alfombra exhibe motivos geométricos específicos de las alfombras clásicas otomanas y selyúcidas.

## Propietario
En mayo de 2008, la obra fue adquirida por 3 millones 380 mil libras esterlinas por un comprador cuyo nombre y nacionalidad se mantuvieron en secreto en la subasta de Obras Orientalistas organizada por Sotheby's en Londres; Se puso a la venta en la Galería de Arte Dorotheum de Viena en 2019 y fue comprada por un coleccionista de arte anónimo por 1 millón 770 mil 300 euros.